# IC 2675
IC 2675 је појединачна звијезда у сазвјежђу Лав која се налази на листи објеката дубоког неба у Индекс каталогу.
Деклинација објекта је + 12° 14' 58" а ректасцензија 11h 16m 10,9s.